# Први англо-холандски поморски рат
Први англо-холандски поморски рат вођен је од 1652. године до 1654. године у каналу Ламанш, Северном и Средоземном мору између Енглеског комонвелта и Холандије (низоземска република). Рат је завршен победом Енглеза и Вестминстерским миром.

## Холандске снаге
После Вестфалског мира 1648. године, Холандија је приступила радикалном смањењу оружаних снага. Када је 1650. године, после смрти Вилијем II од Орана, наследно намесништво било укинуто, отпочело је под вођством странке републиканаца и великих трговаца планско рушење свих централистичих снага. Од тог тренутка супротности између репуликанаца и оранске странке наносила осетне штете државним пословима, а највише војној сили. Укидањем звања намесника нестало је и заједничке врховне команде над војском и морнарицом. Адмиралитети пет „приморских провинција“ које су биле дуж обале и које су опремале ескадре, биле су подређене непосредно парламенту, што је услед честе узајамне суревњивости провинција било веома штетно за јединство у поморских стварима. Сви њихови адмиралитети су поред тога били у константној новчаној оскудици. Од 130 до 150 бродова ратних бродова, која је важила за прву у свету, већина је била стављена ван употребе или делом чак продата Енглеској. Сматрало се да је 40 ратних бродова довољно да преузме заштиту обала, риболова и трговачке флоте од око 6000 океанских и чак 10000 других бродова.
Због хидрографских прилика у холандском прибрежју холандски ратни бродови били су неподесни за тешко море (малог газа, прилично равног дна, широки, спори и слабог артиљеријског наоружања). Када су се 1651. године односи са Енглеском заоштрили, Холандија је опремила нових 36 бродова, а марта 1652. године приступила опреми даљих 150. Јула исте године, флота је имала 92 брода од којих је један имао 56 топова, 19 са по 30-40 топова, 12 са 8-10 топова и 6 брандера; остатак флоте сачињавали су трговачки бродови наоружани са по 20-30 топова.

## Енглеске снаге
И Енглеска се од 1649. године убрзано припремала за рат изграђујући плански своју флоту. Флотом је командовала комисија од 3-5 адмирала које су називали генерали на мору, а ратном морнарицом Адмиралитет зависан од Парламента, у ствари од Кромвела. Генерали су завели у ратну морнарицу строгу дисциплину и војнички дух. У марту 1651. године енглеска флота је имала 3 линијска брода са по 60-100 топова, 10 са по 50-54 топа, 12 са по 40-46 топа, а 24 са по 34 топа и мање. Ратни бродови су били већи од холандских (2 палубе), чвршћи, бржи, окретнији и стабилнији (већи газ), а и знатно јачи по броју и калибру тешких топова. И трговачки бродови били су боље наоружани од холандских.
На почетку сукоба Енглези су се још држали тактике која је почивала на њиховим последњим ратним искуствима, стеченим у борби са Шпанском армадом. Флота је једрила у више упоредних ескадри а при томе је увек одређени број слабијих бродова за појединим великим ратним бродовима, на којима су били команданти ескадри. Задатак команданата флота био је да заузме положај уз ветар - тзв. luv - а све остало је било ствар потчињених команданата. Својим истакнутим борбеним групама напросто би се сручили на најслабије тачке код непријатеља. Једино су морали један другоме да оставе довољно маневарског протора или да у случају нужде један другоме помогну. У почетку су Енглези подражавали начин Холанђана, који су обично улазили у борбу у бразди, постављајући борбене групе једну иза друге, да би што боље употребили бочну артиљерију. Но, убрзо је Блејк приметио да је за команданта флоте немогуће, да из ове формације, коју су прво примењивали Холанђани, има преглед над флотом и да при тада још увек неразвијеној сигнализацији одржи борбени поредак. Штете услед међусобних судара биле су свакодневна појава, артиљерија често није могла у пуној мери да дејствује, јер је била маскирана сопственим бродовима, а непријатељски брандери наилазили су лако на добар плен међу непокретно збијеним гомилама бродова.

## Почетак рата
Осећајући се јаком, енглеска влада дозволила је приватницима да плене холандске бродове. Холанђани су на ово одговорили истом мером, а осим тога, у британским морима престали су да одају поздрав енглеској застави при сусрету и ускратили су Енглезима право прегледа својих бродова. Општа склоност незаконитим и насилним поступцим и међусобно ривалство изазвали су спонтано бој испред Довера 29. маја 1652. године. Тиме је почео рат, али је објављен тек 28. јула.

## Борбе у Ламаншу
После овог боја, енглески генерал на мору, Роберт Блејк заробио отпловио је у Северно море и заробио 12 малих ратних и 100 рибарских холандских бродова, јер је холандски адмирал Мартен Тромп прекасно стигао да их заштити, после чега је смењен. Спроводећи конвој трговачких бродова Ламаншом према западу, адмирал де Ројтер, иако бројни слабији, напао је 26. августа ескадру енглеског адмирала Џорџа Ескјуа код Плимута и приморао је на повлачење; затим је крстарио на западним прилазима Ламанша, обезбеђујући властити, а нападајући противнички саобраћај. Када се крајем септембра угрожен од главнине енглеске флоте повукао према својој главнини у Њупорту, Енглези су поново овладали Ламаншом и пленили холандске трговачке бродове. Холандска флота допловила је 21. септембра поново у Ламанш и 2. октобра се сјединила са Ројтеровом ескадром. Иако су по броју и квалитету бродова били слабији, Холанђани су напали Енглезе код плићине Кентиш Нок 8. октобра. Како је идућег дана 20 холандских бродова самовољно отпловило за Холандију а за њима и главнина флоте, Енглези су са главног ратишта, Северног мора и Ламанша, деташовали 3 ескадре на споредне задатке, а Блејк је остао у Доверским вратима са свега 45 ратних бродова.

## Врхунац рата
Тромп, поново командант холандске флоте искористио је прилику и 1. децембра испловио са око 80 ратних бродова и брандера да би спровео кроз Ламанш око 300 трговачких бродова у прекоморске земље и прихватио конвој који се враћао у земљу.
Претходно је, 10. децембра, изненадно напао и потукао Енглезе код Данџинеса. Енглези су после тога ужурбано опремили нову флоту од 70 бродова која је средином фебруара 1653. године сачекала Тромпа који се враћао код Ла Рошела. Тромп их је 28. фебруара напао код Портленда и након тродневне битке успео да се са већим делом конвоја пробије кроз Ламанш.
Код Плићине Норт Форленда, 12. јуна 1653. године противничке флоте су се судариле по први пут у пуној јачини. Ово је највећа битка Англо-холандског рата, а завршила се поразом Холанђана уз незнатне енглеске губитке. Користећи се постигнутом превлашћу на мору, Блејк је приступио уској блокади холандске обале. То је довело до оштре битке код Катвејка и Схевенингена која се одиграла између 8. августа и 10. августа у коме су Енглези претрпели знатна оштећења док су Холанђани били потпуно разбијени. До краја рата обе стране су се ограничиле на крстарички рат у Ламаншу и Северном мору.

## Борбе у Средоземљу
У Среоземном мору Холанђани и Енглези су имали ескадре за заштиту своје трговине од напада арабљанско-берберских гусара, први око 30 ратних бродова распоређених на више места, а други 6 ратних и 2 наоружана трговачка брода. Одмах по избијању рата Холанђани су део енглеске ескадре блокирали у Ливорну, а ратне бродове који су пратили конвој, напали 6. септембра код острва Елбе и после вишечасовног боја присилили их да уплове у Порто Лонгоне на Елби. При покушају енглеских бродова из Ливорна и Порто Лондона да се сједине, дошло је 14. марта 1653. године испред Ливорна до битке са Холанђанима у којој су Енглези разбијени и присиљени да напусте Средоземно море.

## Крај рата
Холандију је рат тешко погађао. Њена поморска трговина је готово сасвим замрла. Сматра се да су Енглези у току рата запленили између 1600 и 1700 холандских трговачких бродова (приза), што је по вредности одговарало четвороструком приходу Енглеске, рибарство и трговина су били потпуно уништени. Поразом Холандије били су погођени и енглески ројалисти, а учвршћен Кромвелов положај. Рат се осетио и у Енглеској. Напорна служба и лоше снабдевање изазвали су незадовољства и побуне на енглеским бродовима, а Средоземље је било затворено енглеској трговини. Стога је Кромвел пристао на мировне преговоре. Вестминстерским миром 15. априла 1654. године Холандија је признала Навигацијски акт, пристала на поздрав енглеској застави у британским морима и платила ратну одштету од 900.000 фунти.